# Nolic (Arizona)
Nolic es un lugar designado por el censo ubicado en el condado de Pima en el estado estadounidense de Arizona. En el Censo de 2010 tenía una población de 37 habitantes y una densidad poblacional de 27,37 personas por km².

## Geografía
Nolic se encuentra ubicado en las coordenadas 32°2′3″N 111°57′18″O / 32.03417, -111.95500. Según la Oficina del Censo de los Estados Unidos, Nolic tiene una superficie total de 1.35 km², de la cual 1.35 km² corresponden a tierra firme y (0%) 0 km² es agua.

## Demografía
Según el censo de 2010, había 37 personas residiendo en Nolic. La densidad de población era de 27,37 hab./km². De los 37 habitantes, Nolic estaba compuesto por el 5.41% blancos, el 0% eran afroamericanos, el 94.59% eran amerindios, el 0% eran asiáticos, el 0% eran isleños del Pacífico, el 0% eran de otras razas y el 0% pertenecían a dos o más razas. Del total de la población el 8.11% eran hispanos o latinos de cualquier raza.